# Altstädtisches Spital
Das Altstädtische Spital war ein denkmalgeschütztes Bauwerk in der kreisfreien Stadt Kempten (Allgäu). Das Spital wurde 1847 eingerichtet, basierte aber auf einem Patrizierhaus aus dem Jahr 1727 von Hieronymus Hau.
Im Kern handelt es sich um eine Zusammenfassung von wohl spätgotischen Häusern, deren Fassade im mittleren 18. Jahrhundert erneuert worden ist. Das Zwerchhaus hatte einen geschwungenen Giebel unter Dreieckschluss sowie sieben Fensterachsen. Eine Besonderheit stellte das Korbbogenportal mit der sternförmig aufgedoppelten Tür dar. Im Treppenhaus befand sich eine hölzerne Brüstung aus Vierkantbalustern. Im ersten Oberschloss war ein Zimmer mit ovalem Deckenspiegel über Eckkonsolen dokoriert.
Am 7. Dezember 1962 beschloss der Stiftungsbeirat des Stadtrats den Abbruch des Anwesens mit der Anschrift Vogtstraße 6 und die Vergabe der Planung für einen Neubau. Die Spitalstiftung die früher Armen, Bedürftigen und kranken Leuten und Pilgern betreute und medizinisch versorgte, dient heute nur noch als Alten- und Pflegeheim.
Der Abbruch des historischen Gebäudes erfolgte im Zuge der sogenannten Altstadtsanierung,  eines bundesweiten städtebaulichen Pilotprojekts. Hierbei wurden zahlreiche historische Gebäude während des Deutschen Wirtschaftswunders abgerissen. Bei dem Neubau handelt es sich um einen modernen  Betonneubau, der mehrfach erweitert wurde.